# Cravant (Yonne)
Pour les articles homonymes, voir Cravant.
Cravant est une ancienne commune française située dans le département de l'Yonne en région Bourgogne-Franche-Comté.
Le 1er janvier 2017 elle est devenue, avec Accolay, une commune déléguée de la commune nouvelle de Deux Rivières.
Elle a obtenu le label Cité de Caractère de Bourgogne-Franche-Comté en 2021.

## Géographie

### Localisation

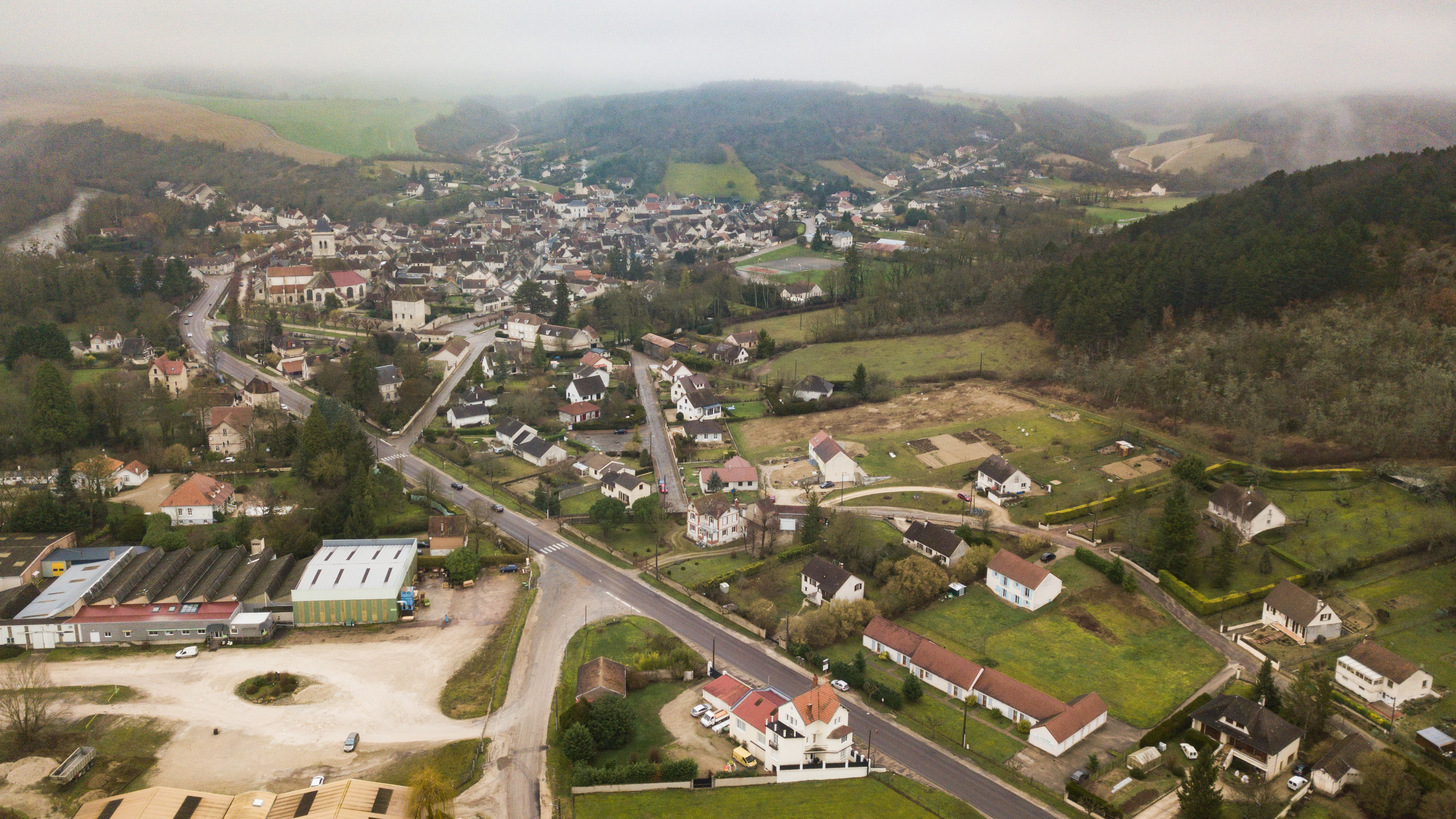
Vue aérienne de Cravant en hiver.

Situé en France, à 180 kilomètres de Paris et à 18 km au sud d'Auxerre sur la RN 6, le village de Cravant bénéficie de sa situation géographique au confluent de l'Yonne, de la Cure et du canal du Nivernais.
Il est desservi par la gare de Cravant-Bazarnes.
Sa côte de Palotte renferme de vastes carrières et porte une partie des vignes du fameux vin d'Irancy.

## Urbanisme

### Lieux-dits, hameaux et écarts
Les Carrières et la Pierre sont des lieux-dits de Cravant.

## Toponymie
Le nom de la localité est mentionné sous les formes Crevennus en 901, Crevent entre 1160 et 1167.
Le nom de Cravent vient d'une racine *cr- (radical pré-indo-européen *Kr- et suffixe gaulois) signifiant « pierre, roche, lieu pierreux, lieux caillouteux »,.
À rapprocher de Cravent dans les Yvelines.

## Histoire
C'est à l'eau que Crevennus, le Cravant de naguère, a dû sa prospérité : sa position au confluent de la Cure (la Quoranda) et de l'Yonne (l'Icauna), son port, et son pont pendant tout le Moyen Âge.

### Préhistoire
Le site est occupé dès la préhistoire : les huttes de pêcheurs remplacent d'anciens campements au bord de l'eau et d'un chemin antique.

### Antiquité
Les cabanes de pêcheurs deviennent un vicus romain. L'ambre baltique et l'étain de Cornouailles circulant par la voie Agrippa sont embarqués au port de Crevan, entre autres destinations pour Alise-Sainte-Reine. Strabon note le grand nombre de bateaux (des bateaux plats), et l'avantage des barriques gauloises sur les amphores romaines moins solides et moins pratiques.
Trois grosses villae sont connues : Arbeau à 700 m au nord-est du bourg actuel, occupé de la fin de l’époque gauloise jusqu’au IVe siècle ; Bréviande avec temple, nécropole, thermes, à 2 km au nord-ouest au bord de l'Yonne, occupé de La Tène finale jusqu’à la fin du Moyen Âge ; et le Bas des Bouchots au sud du bourg.

### Moyen Âge
Durant le haut Moyen Âge, Cravant compte environ 5 000 habitants. Placé au confluent de l'Yonne et de la Cure, c'est un centre de transit de marchandises important, entre le sel de Franche-Comté, les vins de Beaune et de Bourgogne, les draperies de Flandre, les blés des plaines céréalières et la farine des « Grands Moulins »... Au XVIe siècle, le flottage du bois prend une grande ampleur grâce aux écluses de Jean Rouvet qui augmentent la force du courant, ce qui facilite le passage du bois flotté sous le pont de Cravant.
Ce pont, cité au XIIIe siècle mais probablement antérieur, est déjà en pierre à une époque où la plupart des ponts sont en bois. Il fait l'admiration des gens de passage avec ses huit arches portant 160 m de long sur 6 m de large.
En 1211, le chapitre de la cathédrale d'Auxerre possède déjà une partie de la dîme de Cravant ; cette année-là Guillaume de Seignelay (58e évêque d'Auxerre 1207-1220) lui donne les parts manquantes afin qu'il ait les droits sur la totalité de la dîme.
En 1384, Cravant est reconnu premier port de l'Yonne, et Charles VI autorise la construction de remparts pour protéger commerce et marchands. Ils ne sont démolis qu'en 1792 sur ordre de la Convention.
En 1423, le 31 juillet, la bataille de Cravant voit les troupes du roi de France Charles VII, alliées aux forces écossaises sous le commandement de Sir John Stewart, en provenance de Bourges, défaites et massacrées par l’armée anglo-bourguignonne venant d'Auxerre et commandée par le comte de Salisbury Thomas Montaigu.
Au début des guerres de religion, en 1568, les Huguenots de Condé assiégèrent vainement Cravant, et leur frustration se déversa violemment sur les alentours, notamment à Irancy.
Cravant eut son propre grenier à sel vers le milieu du XIVe siècle, l'un des deux présents dans le comté avec celui d'Auxerre, tous deux fournis en partie par le sel gemme de Franche-Comté, en partie par le sel alimentaire qui remontait la Loire et arrivait dans la région par le chemin du sel entre Loire et Yonne. Mais le corps municipal d'Auxerre se plaignit assez fort du manque à gagner conséquemment subi par leur propre grenier à sel, pour que Henri III signe en 1579 une lettre patente pour fermer celui de Cravant moyennant remboursement par les habitants d'Auxerre des finances et frais des officiers du grenier ; mais les troubles civils empêchent l'exécution de cette patente. Le 20 août 1594 Henri III signe une autre lettre patente accordant aux habitants d'Auxerre un droit de 10 sols (ou sous ; le sou est le vingtième de la livre), expressément pour payer la somme due aux officiers du grenier à sel de Cravant. La fermeture effective n'intervient qu'alors, en 1594. Le bâtiment est depuis devenu une maison de particulier.
Au XVIIe siècle, le pont montre des signes de fatigue. Mais il est à cheval sur les généralités de Paris (bailliage de Sens) et de Dijon, et personne ne veut payer les 27 000 livres nécessaires à sa réparation. Il finit par s'écrouler en février 1726, et la prospérité de Cravant avec lui : car le nouveau pont n'est achevé que vers 1775 (ayant coûté plus de 150 000 livres à cause d'aménagements nécessaires dans le lit de l'Yonne et autres travaux collatéraux), et les marchands et diligences, qui ont dû prendre la route de Saint-Bris, ont en deux générations oublié celle de Cravant. Il faut attendre 1844 et la construction de la route Louis-Philippe pour qu'un regain d'activité réapparaisse à Cravant.
Le village devient Cravant au XVIIIe siècle.

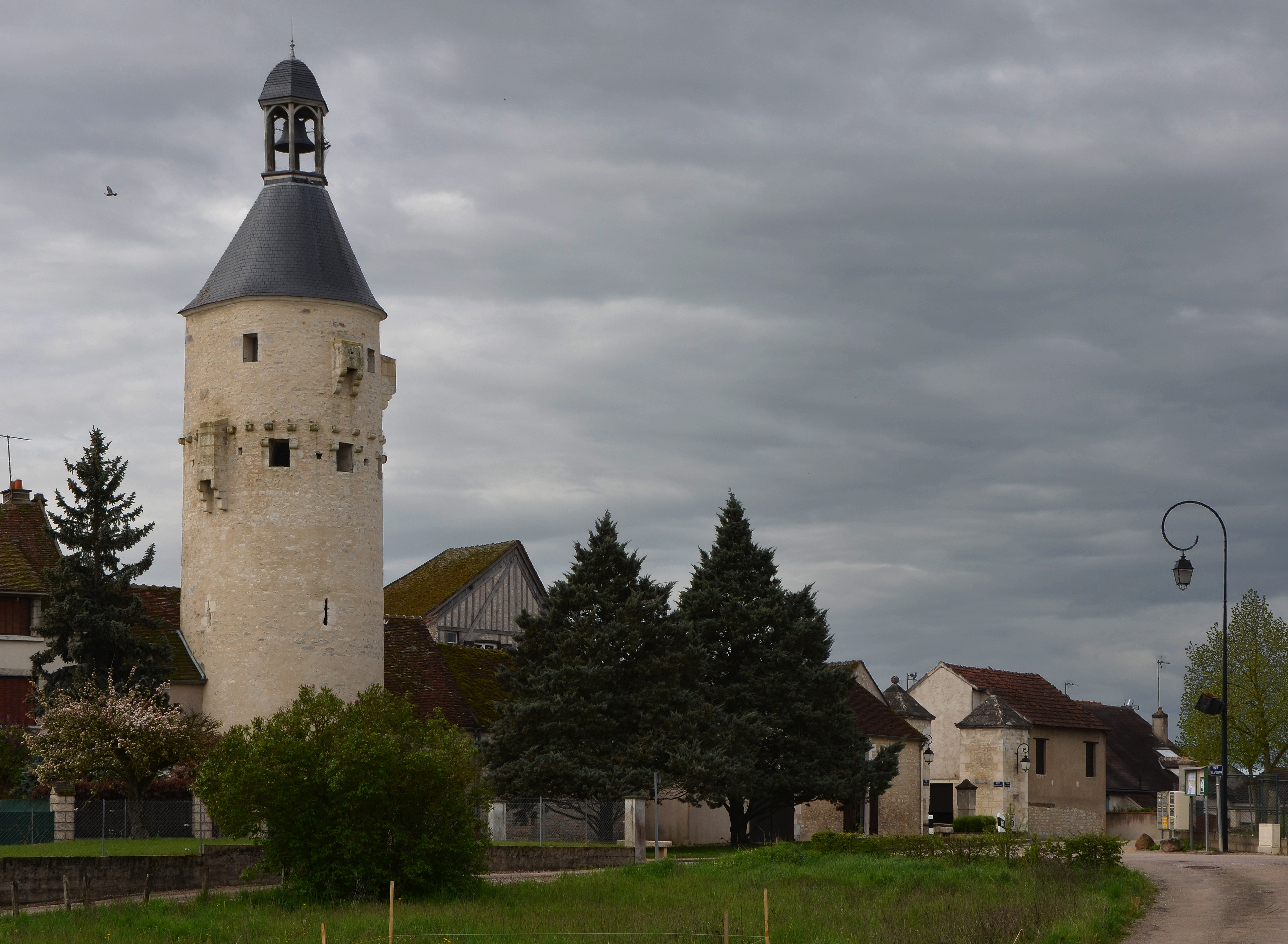
Le beffroi.

Aujourd'hui, d'importants vestiges de fortifications témoignent de son passé. Dans la partie haute, le beffroi ou tour du guet est l'une des tourelles de cette enceinte qui servait à protéger les denrées entreposées dans ce qui était alors le premier port de l'Yonne.
Autres vestiges des fortifications : les trois portes qui permettaient d'entrer ou de sortir du village, la porte du Bas, dite d'Orléans ; celle du Haut, dite de la Poterne ; et celle d'Arbault. Enfin, la pièce maîtresse, le donjon, dont la construction est antérieure à celle des remparts ; son angle nord-ouest est pourvu d’un escalier à vis à l'intérieur d’une tourelle octogonale.

### Époque contemporaine
Durant la Seconde Guerre mondiale, une usine aéronautique souterraine à Cravant fonctionne dans les carrières du coteau de Palotte. Destinée à monter le bombardier français LeO45, elle est ensuite occupée par les Allemands et remise en état pour réparer des chasseurs Focke-Wulf Fw 190. Fin 1944, après le départ des troupes nazies, les derniers exemplaires sont montés pour l’escadrille française Normandie-Niémen sous l'appellation de SNCAC NC.900. Le premier NC 900 sera certifié le 11 mai 1945 et l'usine souterraine cesse son activité le 18 février 1946, après avoir livré 70 appareils.

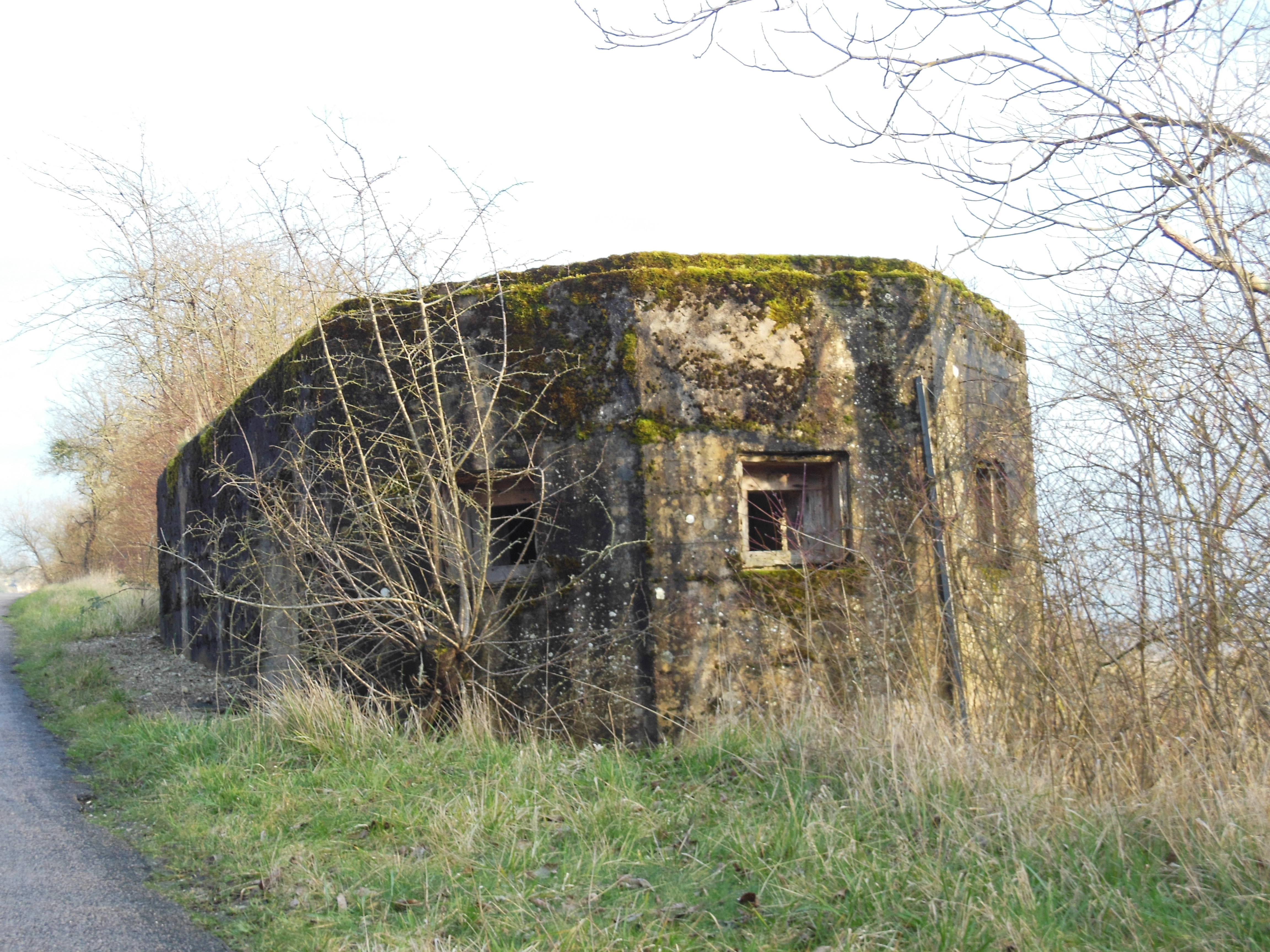
Blockhaus 1.
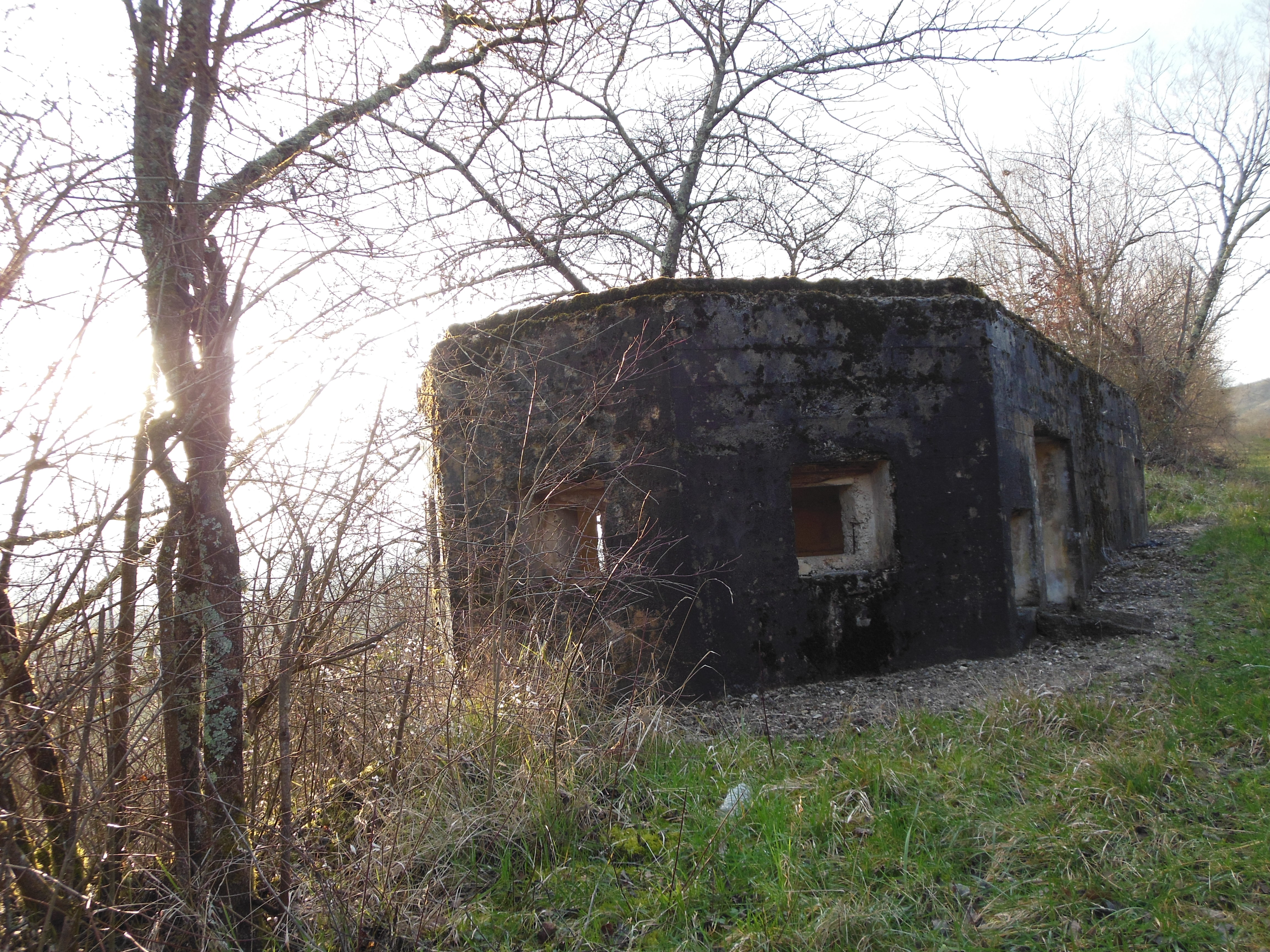
Blockhaus 2.
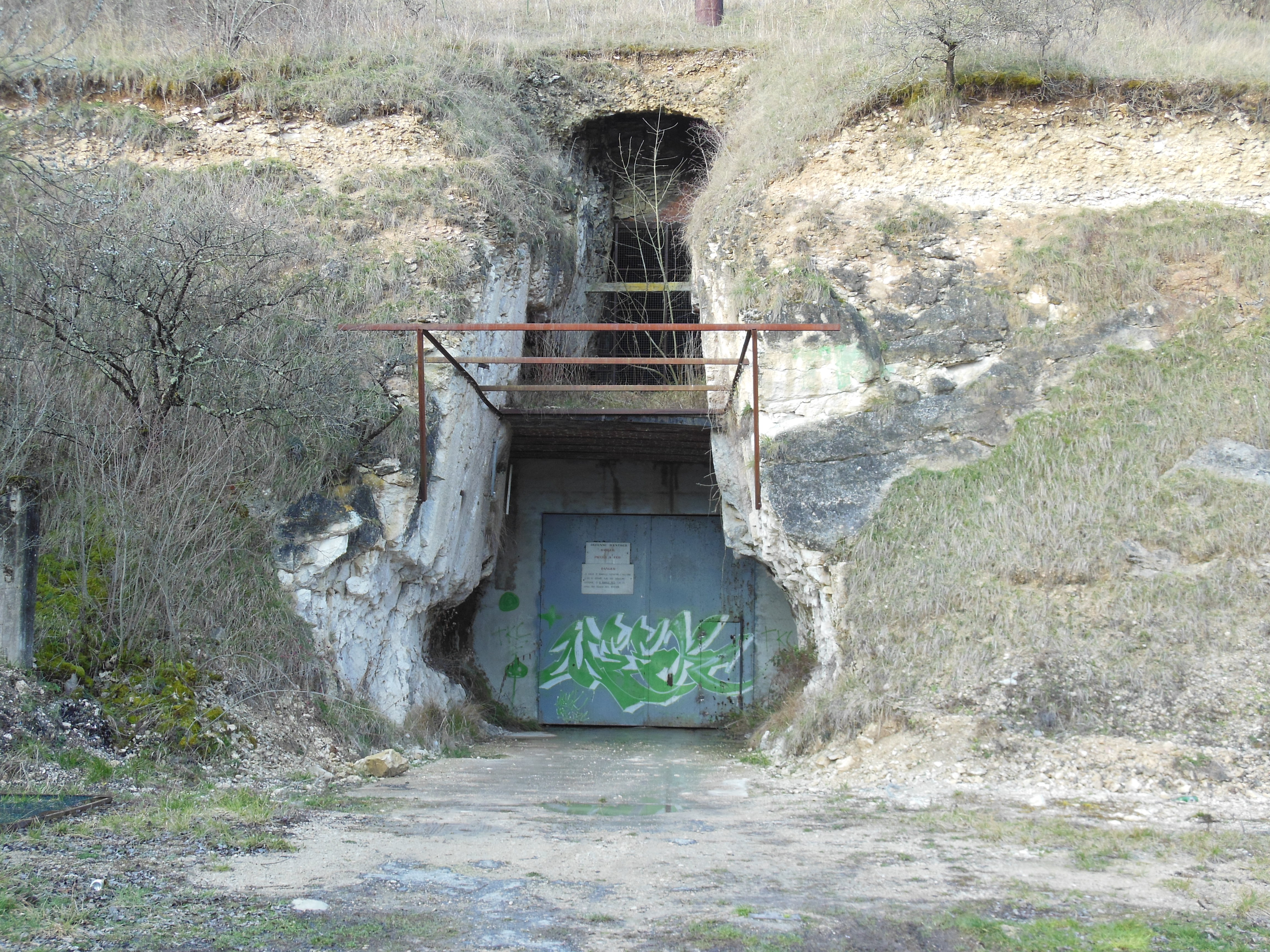
Porte d'accès à l'usine souterraine.
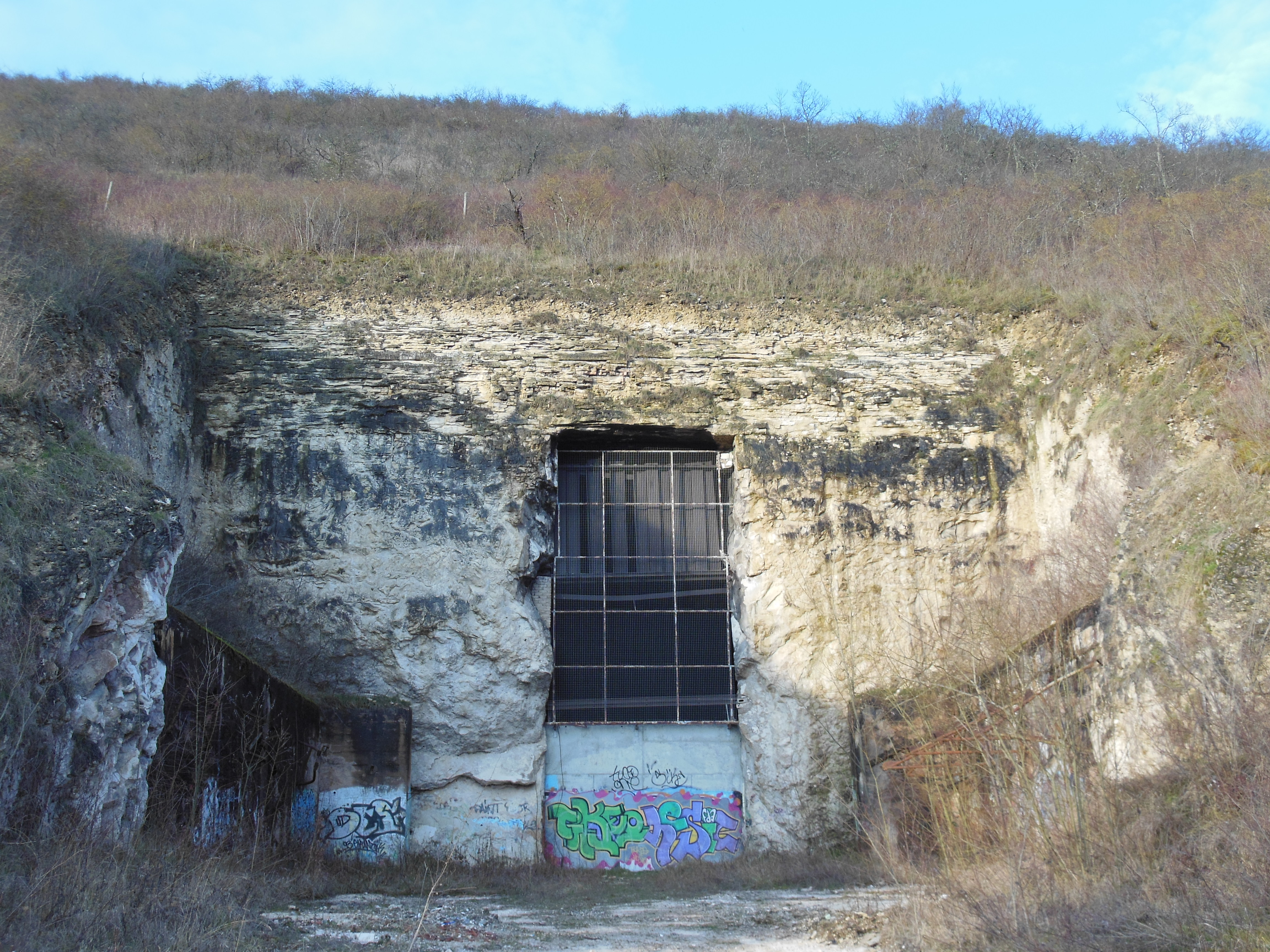
Porte d'accès à l'usine souterraine.

Les conseils municipaux de Cravant et d'Accolay demandent leur fusion — envisagée  dès 2015 et qui aurait pu concerner également Bazarnes — sous le régime des communes nouvelles par délibérations concordantes des 30 et 31 mars 2016, qui est décidée par un arrêté préfectoral du 26 avril 2016 qui a pris effet le 1er janvier 2017.

## Politique et administration

### Rattachements administratifs et électoraux
Cravant se trouvait en tant que commune de plein exercice dans l'arrondissement d'Auxerre du département de l'Yonne.
Après avoir été le chef-lieu de 1793 à 1801 d'un fugace canton de Cravan, elle faisait partie depuis lors du canton de Vermenton. Dans le cadre du redécoupage cantonal de 2014 en France, cette circonscription administrative territoriale a disparu, et le canton n'est plus qu'une circonscription électorale.
Pour les élections départementales, les électeurs de Cravant votent  depuis 2014 dans le canton de Joux-la-Ville
Pour l'élection des députés, ils votent dans la deuxième circonscription de l'Yonne.

### Intercommunalité
Cravant était membre de la communauté de communes entre Cure et Yonne, un établissement public de coopération intercommunale (EPCI) à fiscalité propre créé en 199 et auquel la commune avait transféré un certain nombre de ses compétences, dans les conditions déterminées par le code général des collectivités territoriales.

### Liste des maires
| Période                                  | Période    | Identité           | Étiquette | Qualité                                                                                    |
| ---------------------------------------- | ---------- | ------------------ | --------- | ------------------------------------------------------------------------------------------ |
| Les données manquantes sont à compléter. |            |                    |           |                                                                                            |
| août 1942                                |            | Albert Delorme     |           | Président de la délégation spéciale instituée par le Gouvernement de Vichy                 |
|                                          |            |                    |           |                                                                                            |
| 1995                                     | 2014       | Jean-Pierre Franck |           |                                                                                            |
| 2014                                     | 31/12/2016 | Colette Lerman     | DVD       | Maire de Deux Rivières (2017 → 2020) Conseillère départementale de Joux-la-Ville (2015 → ) |

## Démographie
L'évolution du nombre d'habitants est connue à travers les recensements de la population effectués dans la commune depuis 1793. À partir du 1er janvier 2009, les populations légales des communes sont publiées annuellement dans le cadre d'un recensement qui repose désormais sur une collecte d'information annuelle, concernant successivement tous les territoires communaux au cours d'une période de cinq ans. 
Pour les communes de moins de 10 000 habitants, une enquête de recensement portant sur toute la population est réalisée tous les cinq ans, les populations légales des années intermédiaires étant quant à elles estimées par interpolation ou extrapolation. Pour la commune, le premier recensement exhaustif entrant dans le cadre du nouveau dispositif a été réalisé en 2008,.
En 2014, la commune comptait 854 habitants, en évolution de +6,09 % par rapport à 2009 (Yonne : −0,46 %, France hors Mayotte : +2,49 %).
| 1793 | 1800  | 1806  | 1821  | 1831  | 1836  | 1841  | 1846  | 1851  |
| ---- | ----- | ----- | ----- | ----- | ----- | ----- | ----- | ----- |
| 982  | 1 179 | 1 172 | 1 178 | 1 276 | 1 235 | 1 284 | 1 283 | 1 328 |

| 1856  | 1861  | 1866  | 1872  | 1876  | 1881  | 1886  | 1891  | 1896  |
| ----- | ----- | ----- | ----- | ----- | ----- | ----- | ----- | ----- |
| 1 262 | 1 294 | 1 331 | 1 323 | 1 296 | 1 261 | 1 250 | 1 179 | 1 152 |

| 1901  | 1906  | 1911  | 1921 | 1926 | 1931 | 1936 | 1946 | 1954 |
| ----- | ----- | ----- | ---- | ---- | ---- | ---- | ---- | ---- |
| 1 082 | 1 045 | 1 012 | 789  | 800  | 782  | 726  | 776  | 750  |

| 1962 | 1968 | 1975 | 1982 | 1990 | 1999 | 2008 | 2013 | 2014 |
| ---- | ---- | ---- | ---- | ---- | ---- | ---- | ---- | ---- |
| 747  | 755  | 748  | 756  | 794  | 824  | 808  | 850  | 854  |

## Culture locale et patrimoine

### Lieux et monuments

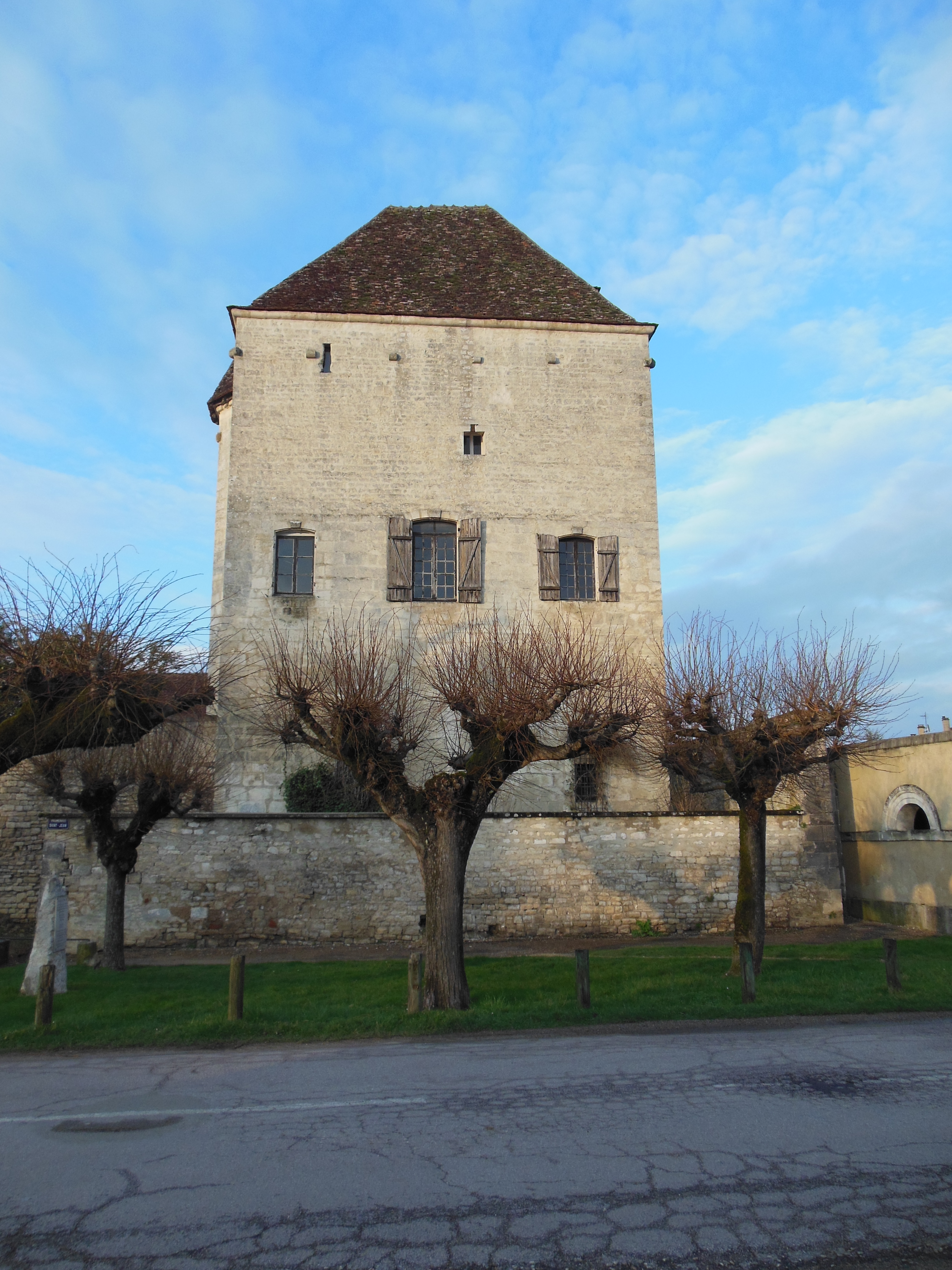
Donjon.

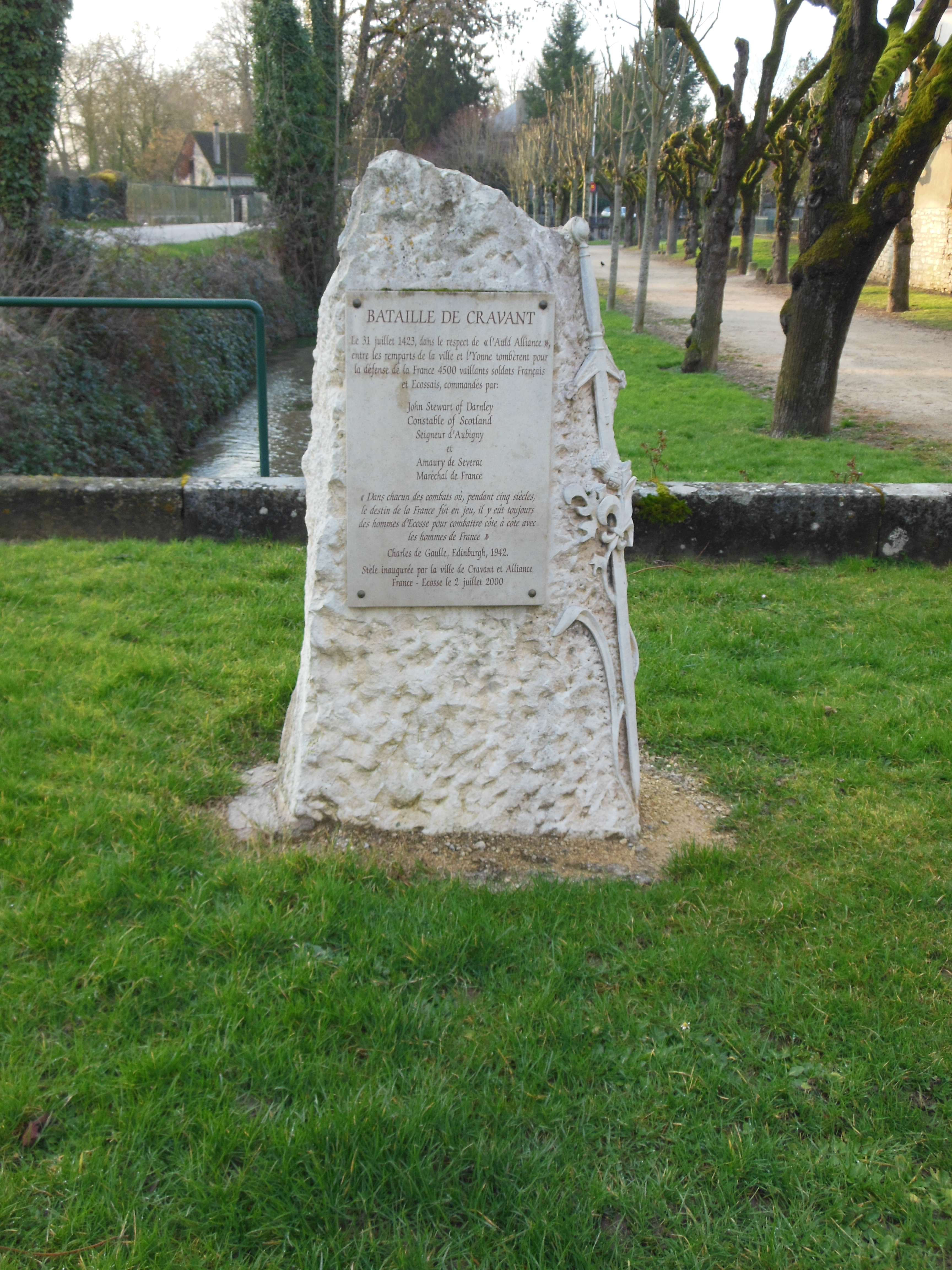
Stèle commémorative
de la bataille de Cravant.

- Donjon (XIIIe siècle, monument historique classé[22])
- Tour d'enceinte dite « de Guet » (XIVe siècle), devenue beffroi
- Maisons à colombages (XIVe siècle)
- Halles (XVe siècle), devenues école (XIXe siècle) puis bibliothèque municipale (1999)
- Chapelle Saint-Désiré (XIXe siècle)
- Église Saint-Pierre-Saint-Paul (reconstruite au XVIe siècle, traces des XIIe siècle - combles de la nef[23] - et XIVe siècles)
- Maison à tourelle (XVIe siècle) et maison à meneaux (XVIe siècle)
- Porte d'Arbault (remaniée au XVIIIe siècle)
- Porte d'Orléans (reconstruite au XVIIIe siècle)
- Porte de la Poterne (remaniée au XVIIIe siècle)
- Mairie (XIXe siècle
- Fontaine (XIXe siècle), rue d'Orléans
- Lavoir (XIXe siècle), dans le bourg au croisement de la rue des Fossés et de la rue du Donjon
- Lavoir du Cul d'Oison (restauré récemment), rue de l'Émoulerie
- Lavoir (date inconnue), au hameau de Cheuilly
- Monument aux morts (XXe siècle)
- Usine aéronautique souterraine allemande (XXe siècle), à la carrière de Palotte
- Stèle commémorative de l'AFN (XXe siècle)
- Silo de Cravant (110 Bourgogne)
- Stèle commémorative de la bataille de Cravant. Inaugurée en 2000 par la municipalité et l'Auld Alliance, cette stèle commémore le sacrifice des soldats franco-écossais morts en combattant les anglo-bourguignons, en 1423, devant les remparts de la ville
- Point de vue panoramique à partir des vignobles de Palotte, situés entre Irancy et Cravant, permettant de découvrir le côté amont des vallées de l'Yonne (vers Clamecy et Vézelay) et de la Cure (vers Avallon)

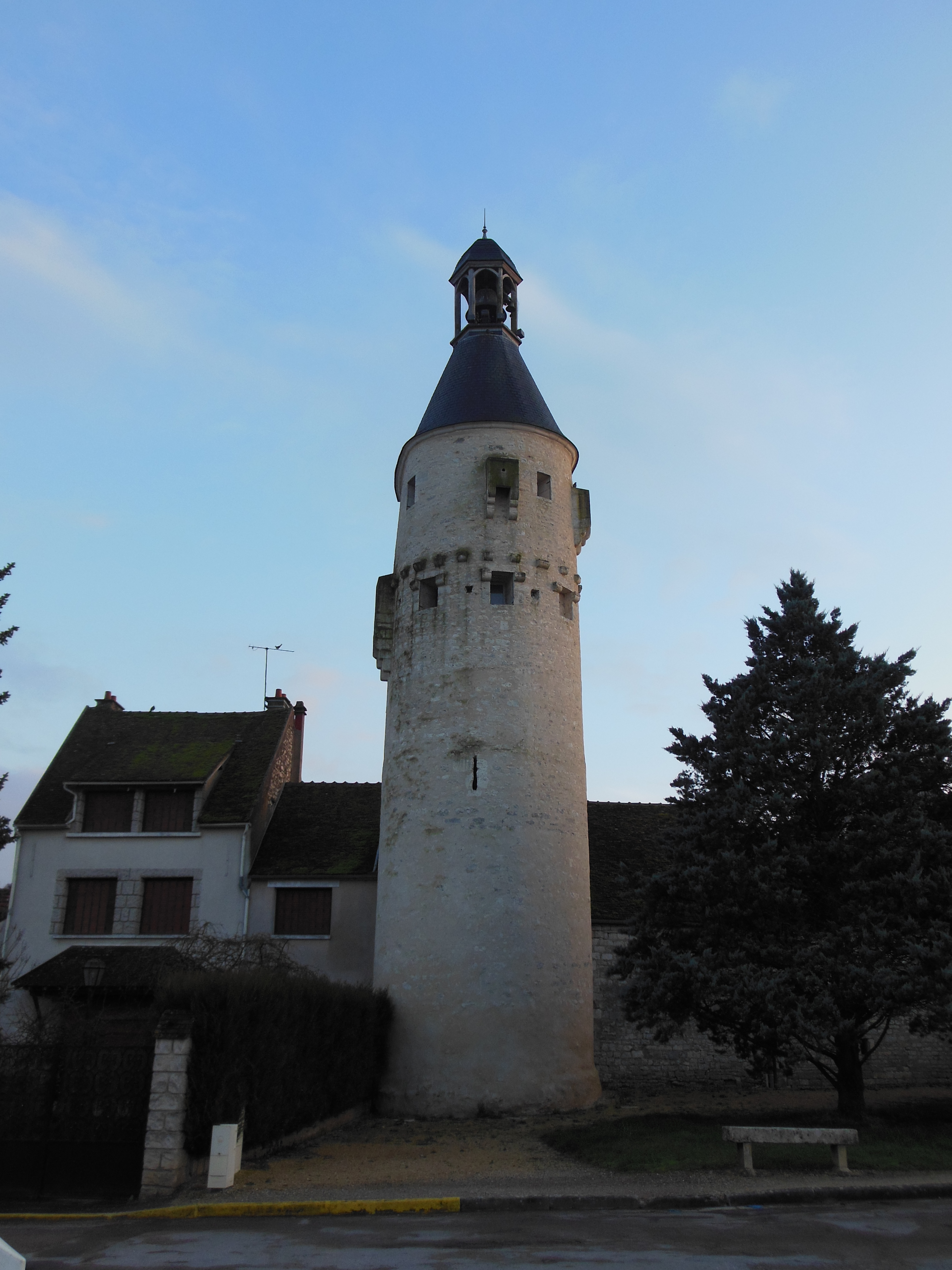
Beffroi.
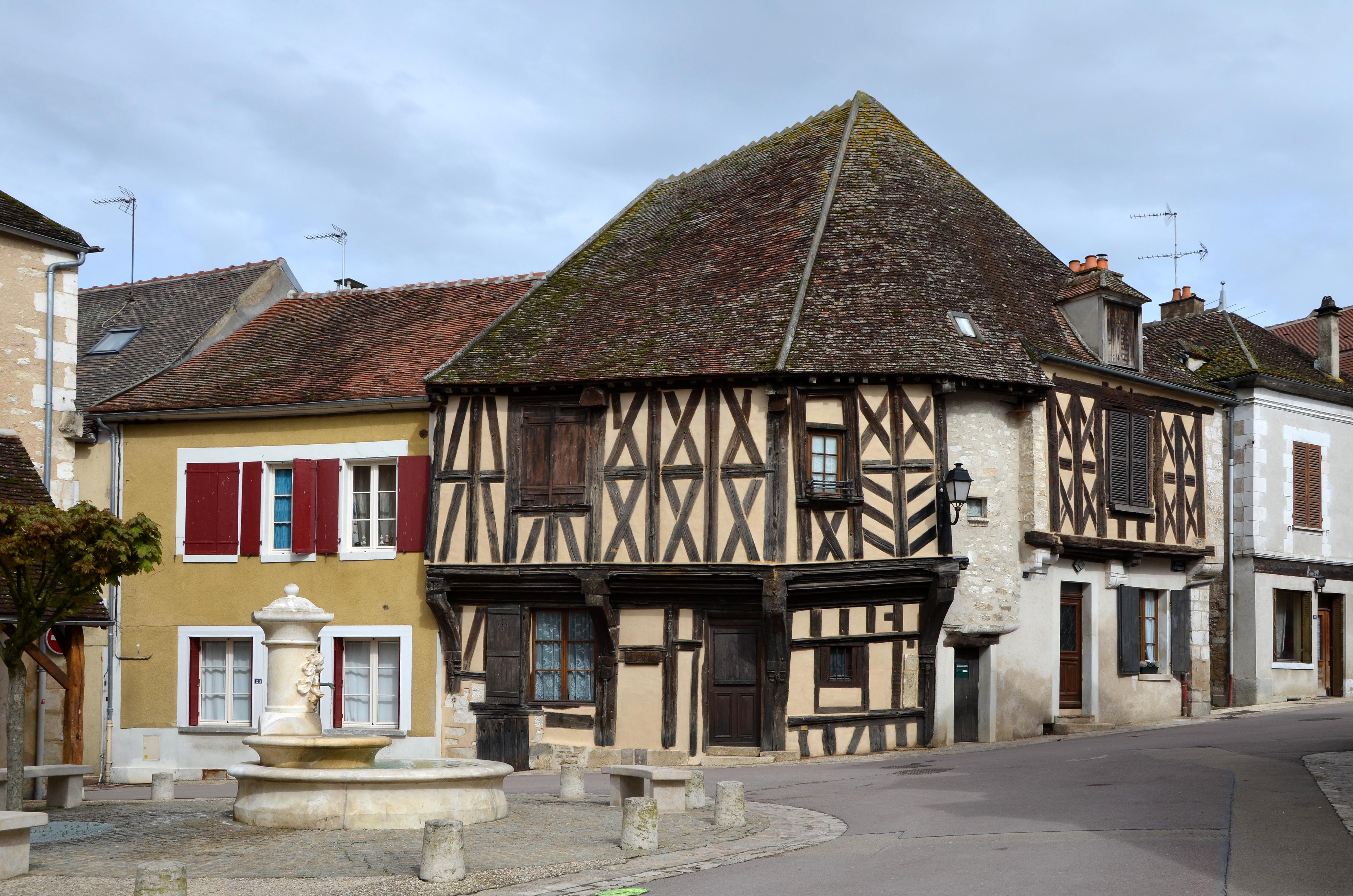
Maison à colombages et fontaine.
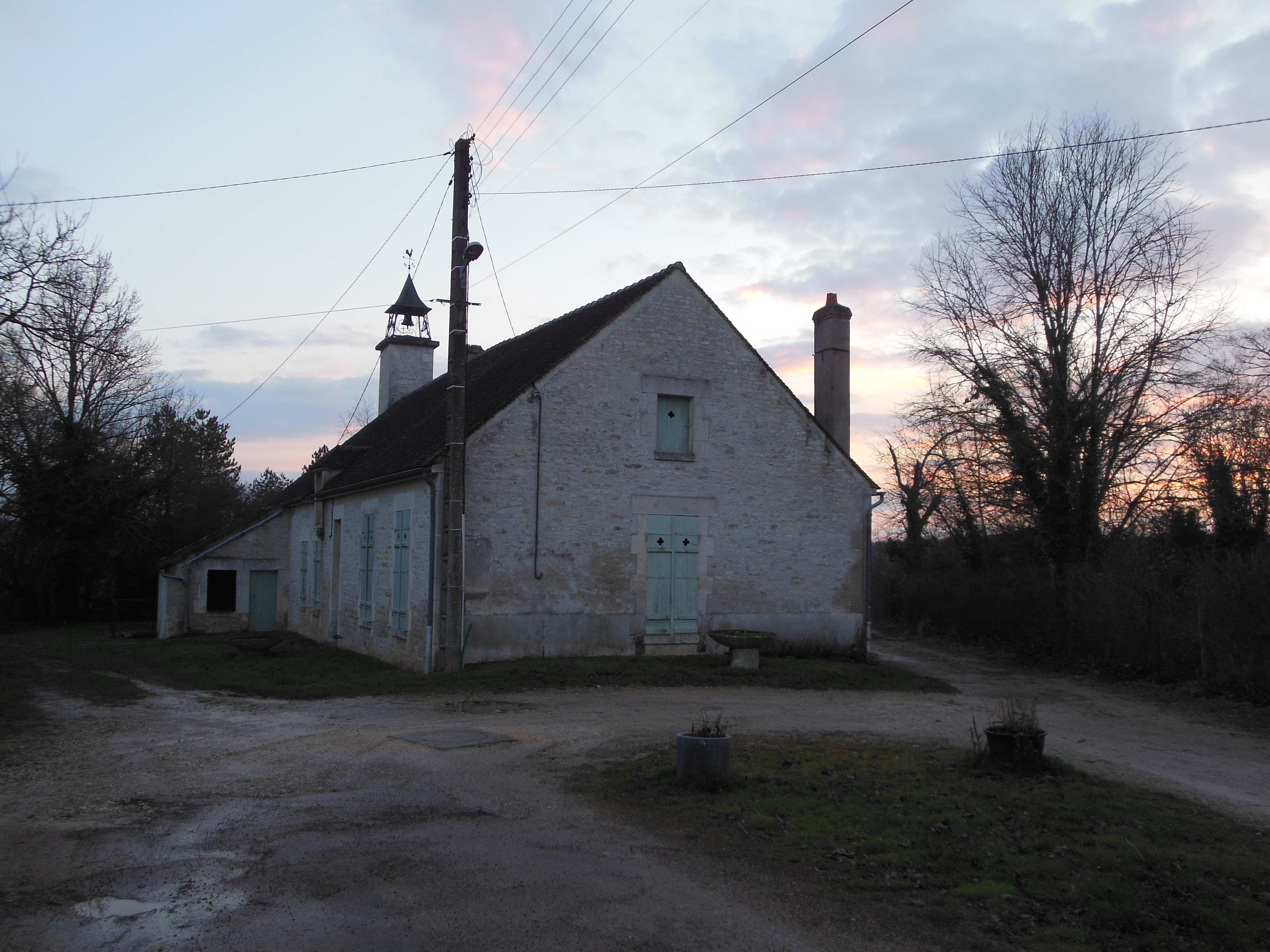
Chapelle Saint-Désiré (Cheuilly).
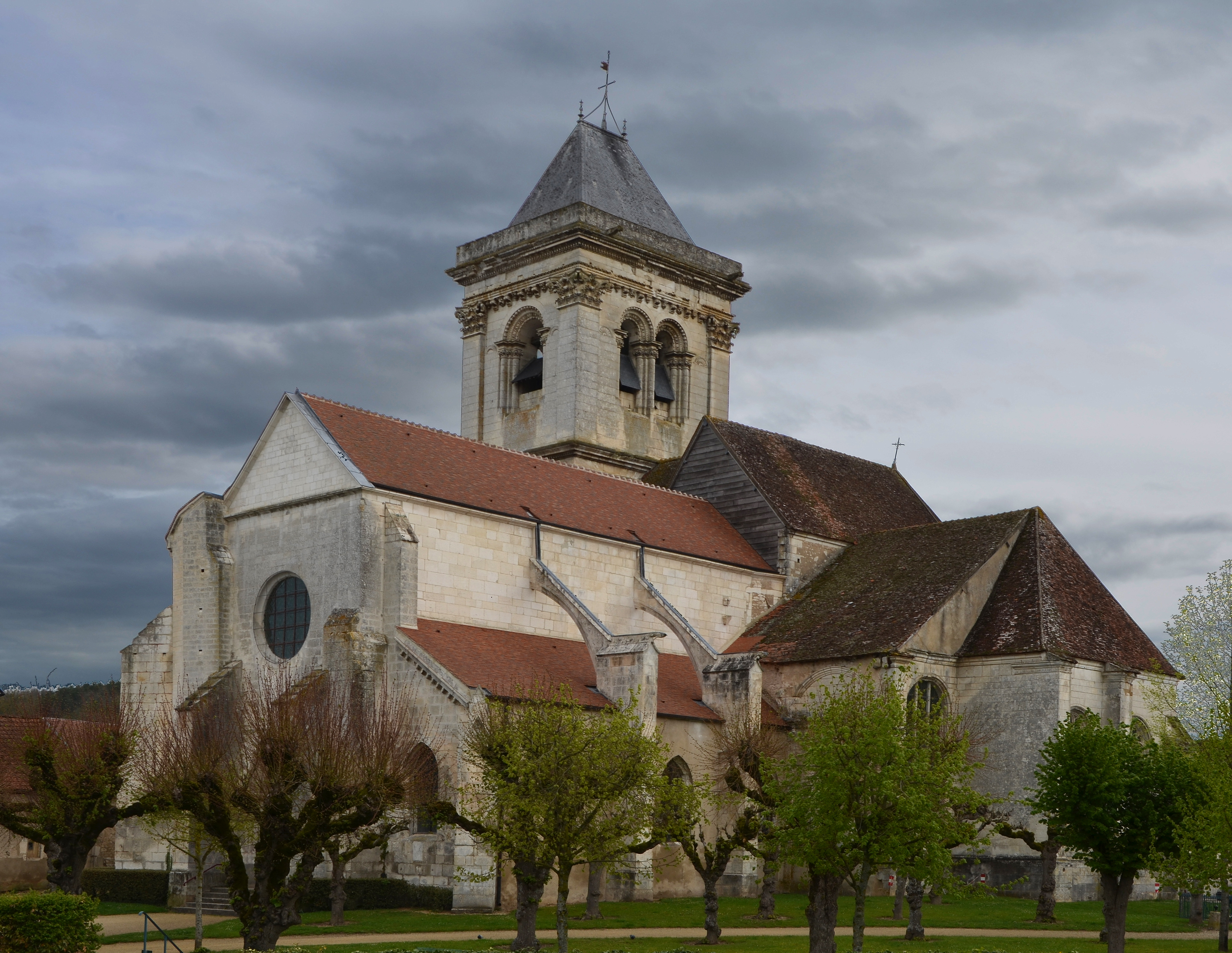
Église Saint-Pierre-Saint-Paul.
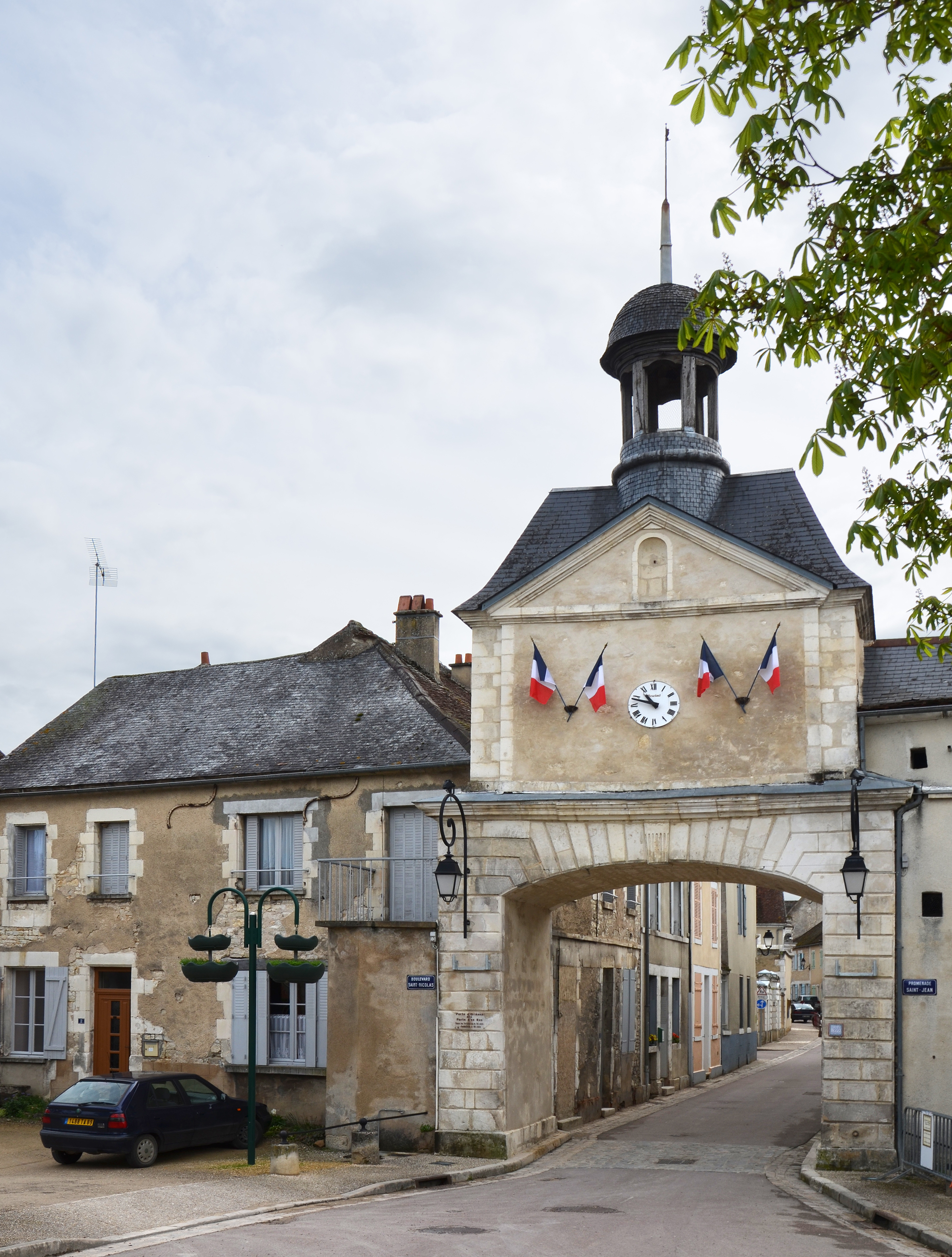
Porte d'Orléans.
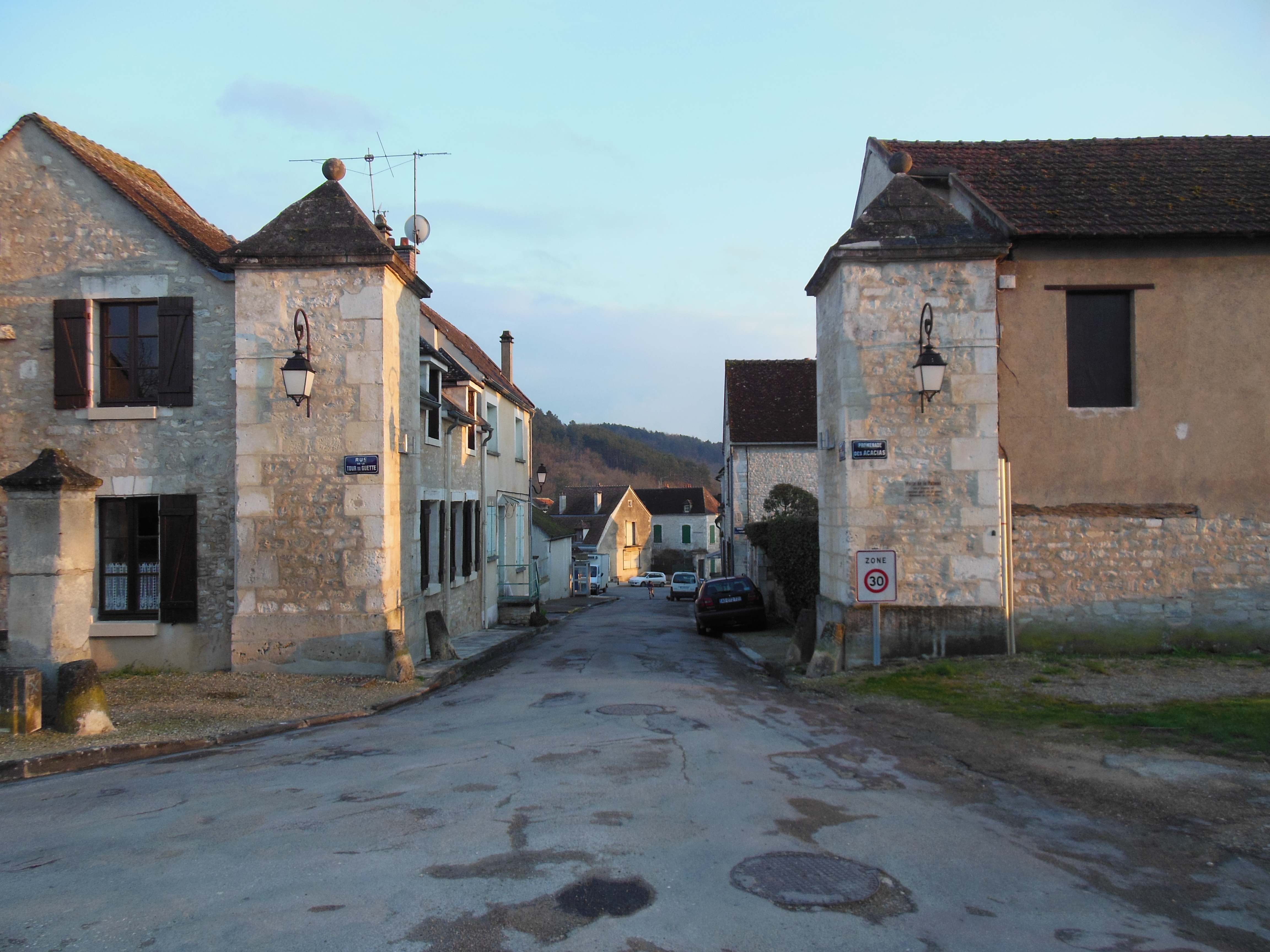
Porte de la Poterne.
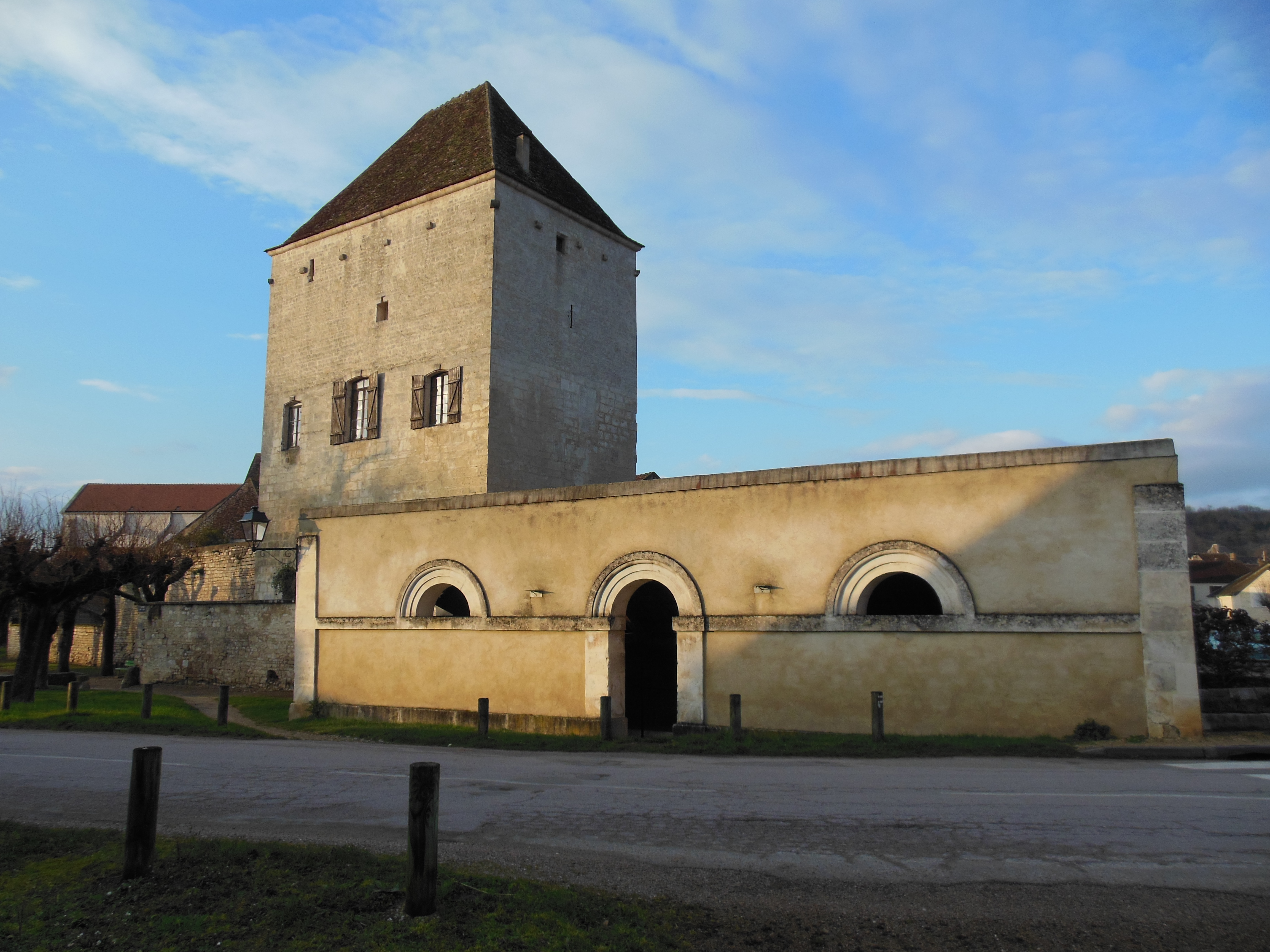
Lavoir et donjon.
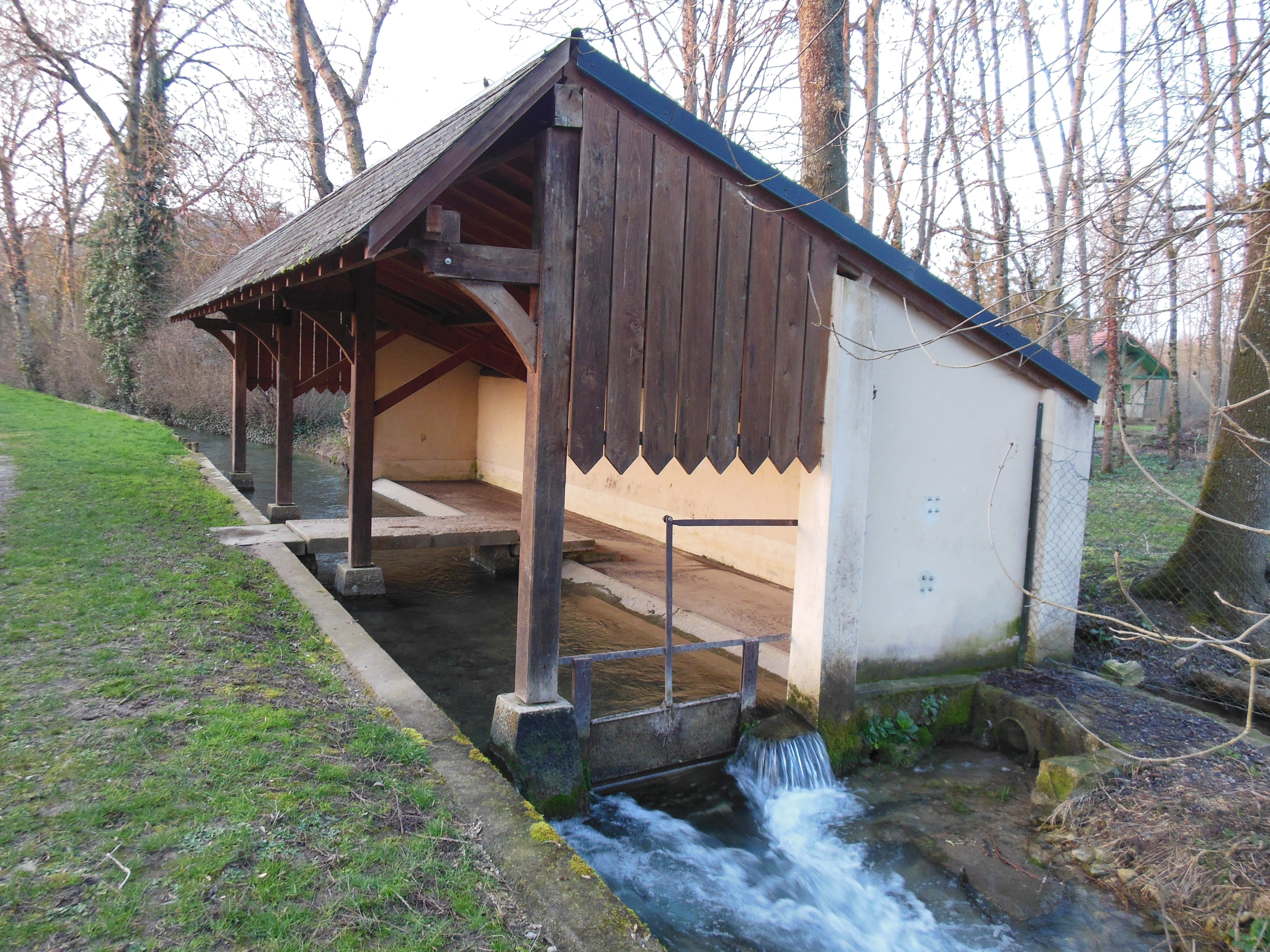
Lavoir du Cul d'Oison.
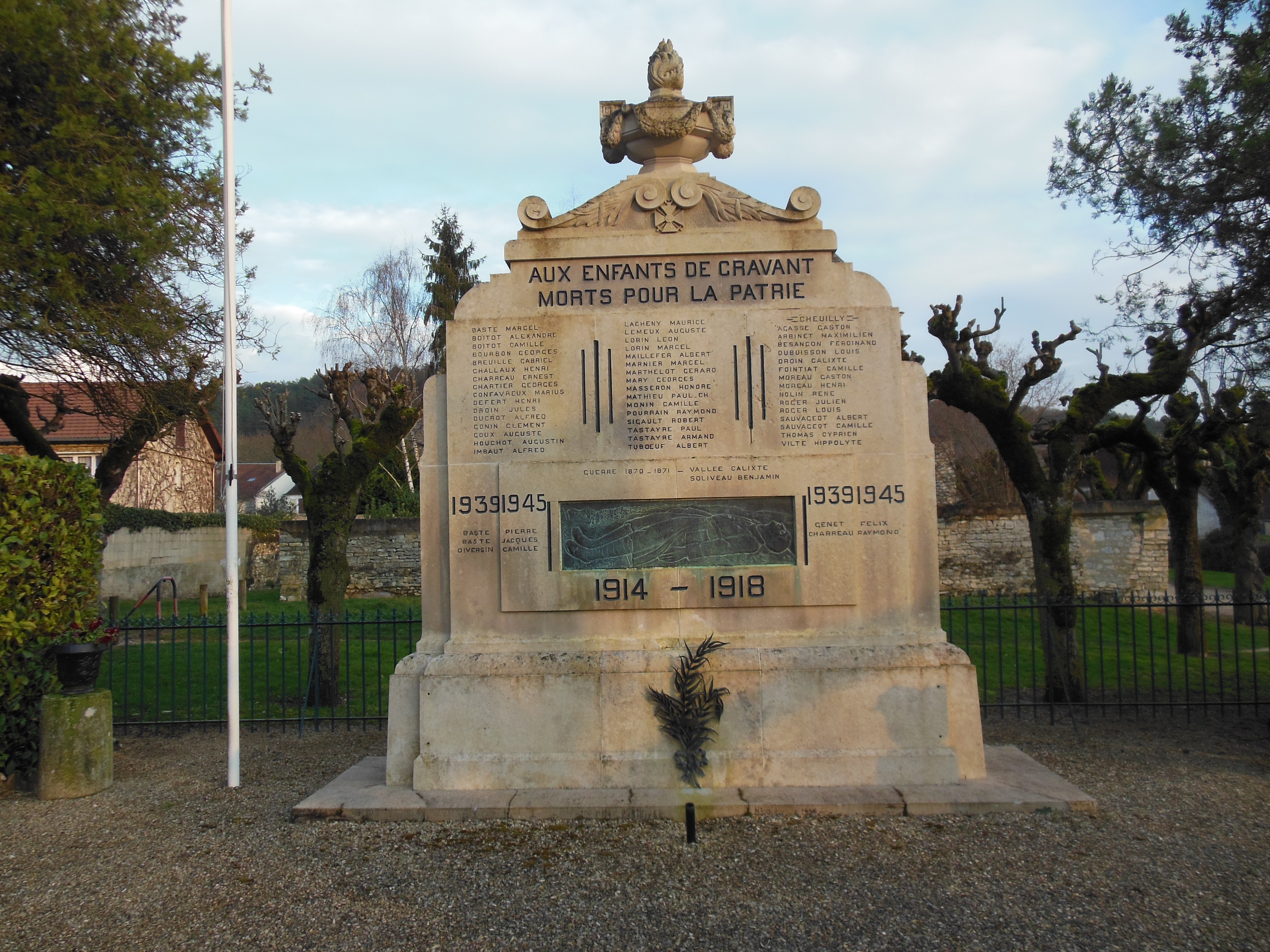
Monument aux morts.

### Personnalités liées à la commune
- Pierre Alexis de Ponson du Terrail (1821-1871), écrivain, résida à Cravant.
- Léon Breton, notamment président de l'union cycliste internationale de 1922 à 1936, est né dans la commune en 1861.
- Michel Pandel (1929-1978), artiste peintre suisse, vécut à Cravant.
- Georges Descrières (1930-2013), comédien, résida à Cravant dans la maison de Ponson du Terrail.
- Pierre Jutand (1935-2019), artiste peintre, s'est installé à Cravant en 1966.
- Etienne Gilson (Paris 1884- Auxerre 1978), philosophe, membre de l'Académie française, professeur au Collège de France, résida à Cravant.

### Divers
La région de Cravant dans l'Yonne était réputée pour ses carrières de pierre calcaire. Pendant près de 800 ans, pour les besoins de la construction et du bâtiment, on extraira du calcaire de façon intensive des carrières de la Palotte. Vers 1935, à l'arrêt de l'exploitation, il en subsistait un énorme complexe souterrain de près de 35 hectares constitué de trois galeries principales desservies par trois entrées, avec des hauteurs sous plafond de près d'une vingtaine de mètres, par endroits.

## Pour approfondir